# Padel

Padelbana.

Padel, ibland benämnt padeltennis, är en racketsport med ursprung i Spanien och Latinamerika.
Ursprunget till padel är oklart. Liknande spel förekom på engelska kryssningsfartyg på 1920-talet.. Först 1974 utformades spelet enligt de principer och regler som gäller i dag, administrerade av Internationella Padelförbundet (grundat 1991). Världsmästerskap i padel arrangerades första gången 1992 och har sedan dess spelats vartannat år.[källa behövs]
Padel uttalas enligt Svenska Akademiens ordlista (SAOL) [pa´del].
Spelet anknyter till andra tidigare etablerade former av "minitennis" som paddle tennis och platform tennis, men har egna regler för spelet, poängräkning, utrustning och spelplanens utformning.
Utrustningen består av var sitt padelracket samt boll. Racketen består normalt av kolfiber i blandning med en typ av skummaterial i kärnan.

## Om spelet
- Spelare: Spelas oftast som dubbel mellan två par spelare.[3]
- Serve: Serven måste slås underifrån. Andraserve tillåts precis som i tennis. Boll som träffar väggarna runt banan efter studs i marken är fortfarande i spel på samma sätt som i exempelvis squash, platform tennis eller real tennis. Det är tillåtet att valla bollen i sin egen glasvägg över på motståndarnas planhalva.[4]
- Poäng: Poängsättning sker precis som i tennis.[5]
- Boll: Spelas oftast med vanliga tennisbollar. Vid tävlingsspel används tennisbollar med samma vikt och studsegenskaper som tennisbollar typ-I. Bollarna får enligt reglerna ha något mindre diameter än tennisbollarna (nedre gräns 63,5 mm för padel mot 65,4 mm för tennis).[6]
- Racket: Av kompositmaterial utan strängar med slagytan perforerad av hål. Racketen påminner om den som används i platform tennis men har egna specifikationer.[7]
- Spelplanen: Banan har ett golv av betong, plast eller konstgjort gräs. Den är utformad som en miniatyr av en tennisbana med måtten 10x20 m, i mitten delad av ett centralt 0,88 m högt nät. Banan är kringbyggd av 4 meter höga väggar av glas eller tegel, den översta metern dock av ett stängsel.[8]

## Sverige
Enligt journalisten Johan Håkansson byggdes Sveriges första padelbana år 1998 i byn Grevie utanför Båstad av Thommy Andersson (som upptäckt sporten under en resa till Marbella) och sonen Johan Andersson. De byggde senare den andra inomhusbanan på XBOWL i Båstad och den första utomhusbanan i Båstads hamn. Thommy Andersson var den som tog in sporten till Sverige. Den första inomhusbanan för padel i Sverige öppnades 2012 på Ramlösa i Helsingborg.
I Sverige fanns det 220 anläggningar runt om i landet år 2019, och totalt 717 padelbanor. Antalet bokade padelbanor gick även från 820 stycken 2014 till 549 713 banor år 2019.
Flyttbara padelbanor, bland annat monterbara på pråmar, introducerades i Sverige 2021. En padelbana flyttades runt sommaren 2021 mellan Stockholms hamnars tre olika kajer, Skeppsbron i juni, Strandvägen i juli och Norr Mälarstrand i juli.

### Skador
Det är ovanligt med allvarliga skador i samband med padelsport men de allvarligaste är de som drabbar ett öga när en boll träffar det oskyddade ögat. De flesta skadorna är även då relativt lindriga med enbart mindre inre (intraokulära) blödningar, det vill säga skador som inte kräver operation eller andra ingrepp.
På likartat sätt som då innebandyn introducerades och blev populär 20-25 år tidigare har ögonskador ökat i samband med padelspel med uppgifter från bland andra Sahlgrenska Universitetssjukhusets ögonklinik. Inom innebandyn infördes successivt regler om obligatoriska skyddsglasögon vid matcher på barn- och juniornivå samt starka rekommendationer att använda skydd även till vuxna spelare, vilket fick skadeincidensen att minska. Från erfarenheterna inom innebandyn har därför svenska ögonläkare 2021 rekommenderat att skyddsglasögon skall användas vid padelsport.

## Statistik

### I Sverige
| ÅR   | Antal licensierade spelare | Antal bokade padelbanor | Antal föreningar | Unika spelare som bokat en bana | Anläggningar | Källa         |
| ---- | -------------------------- | ----------------------- | ---------------- | ------------------------------- | ------------ | ------------- |
| 2014 | 100                        | 820                     | 25               | 620                             | 17           | [ 15 ]        |
| 2015 | 200                        | 1 770                   | 38               | 3 778                           | 37           | [ 15 ]        |
| 2016 | 500                        | 4 870                   | 46               | 13 206                          | 55           | [ 15 ]        |
| 2017 | 750                        | 98 300                  | 51               | 33 990                          | 98           | [ 15 ]        |
| 2018 | 975                        | 278 357                 | 63               | 77 981                          | 201          | [ 15 ]        |
| 2019 | 1 200                      | 549 713                 | 75               | 169 594                         | 388          | [ 15 ]        |
| 2020 | 2 000                      | cirka 1 000 000         | 90               | 485 500                         | 503          | [ 16 ]        |
| 2021 | 2 100                      | -                       | 120              | 540 000                         | 1183         | [ 16 ] [ 17 ] |

### I Spanien år 2016
| ÅR   | Antal aktiva spelare | Ålder 15-19 | Ålder 20-24 | Ålder 25-34 | Ålder 35-44 | Ålder 45-54 | Ålder 55-64 | Ålder 65-74 | Ålder 75+ |
| ---- | -------------------- | ----------- | ----------- | ----------- | ----------- | ----------- | ----------- | ----------- | --------- |
| 2016 | 3,5 miljoner         | 343 917     | 457 600     | 923 200     | 994 432     | 532 275     | 215 475     | 46 882      | 12 177    |

Man fick även fram statistik som visade att 65,9 procent var män medan 34,1 procent var kvinnor. I studien frågade man 39 miljoner av Spaniens 45 miljoner invånare, och man gjorde en jämförelse med tennis.

### I världen

#### Antalet padelbanor per land
| År   | Spanien | Argentina | Italien | Frankrike | Brasilien | Källa  |
| ---- | ------- | --------- | ------- | --------- | --------- | ------ |
| 2017 | 11 500  | 8 000     | 550     | 500       | 500       | [ 19 ] |

#### Antal sålda padelracketar

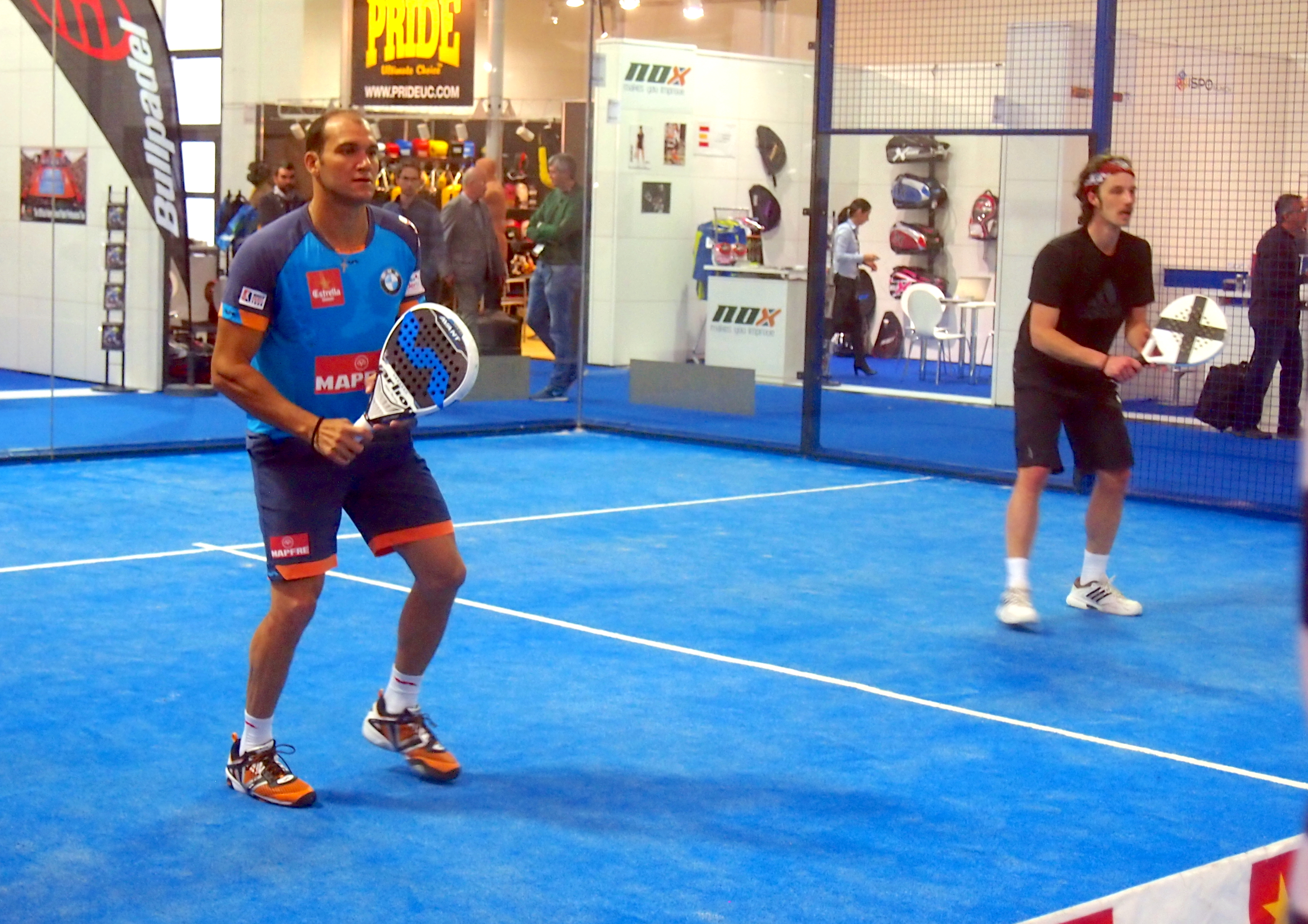
Padel arena ISPO 2014.

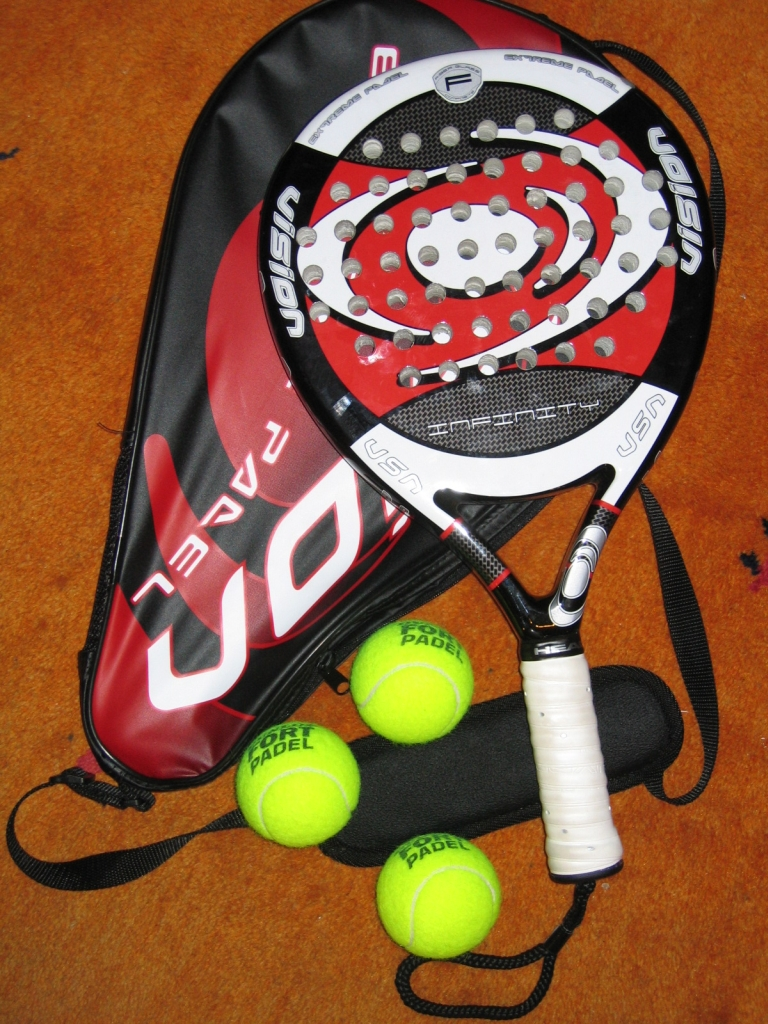
Padelracket och bollar.

| 2002   | 2007    | 2012    | 2017    | Källa  |
| ------ | ------- | ------- | ------- | ------ |
| 83 434 | 152 220 | 289 721 | 409 158 | [ 19 ] |

## Medlemmar iFIP
- Argentina
- Armenien
- Australien
- Belgien
- Brasilien
- Chile
- Danmark
- Dominikanska republiken
- Förenade arabemiraten
- Estland
- Finland
- Frankrike
- Guatemala
- Indien
- Iran
- Italien
- Japan
- Kanada
- Kina
- Litauen
- Mexiko
- Monaco
- Nederländerna
- Norge
- Paraguay
- Polen
- Portugal
- Ryssland
- Schweiz
- Senegal
- Spanien
- Storbritannien
- Sverige
- Thailand
- Tjeckien
- Tyskland
- Ungern
- Uruguay
- USA
- Österrike